# Osobjava
Osobjava is een plaats in de gemeente Janjina in de Kroatische provincie Dubrovnik-Neretva. De plaats telt 37 inwoners (2001), waarvan 20 mannen en 17 vrouwen.

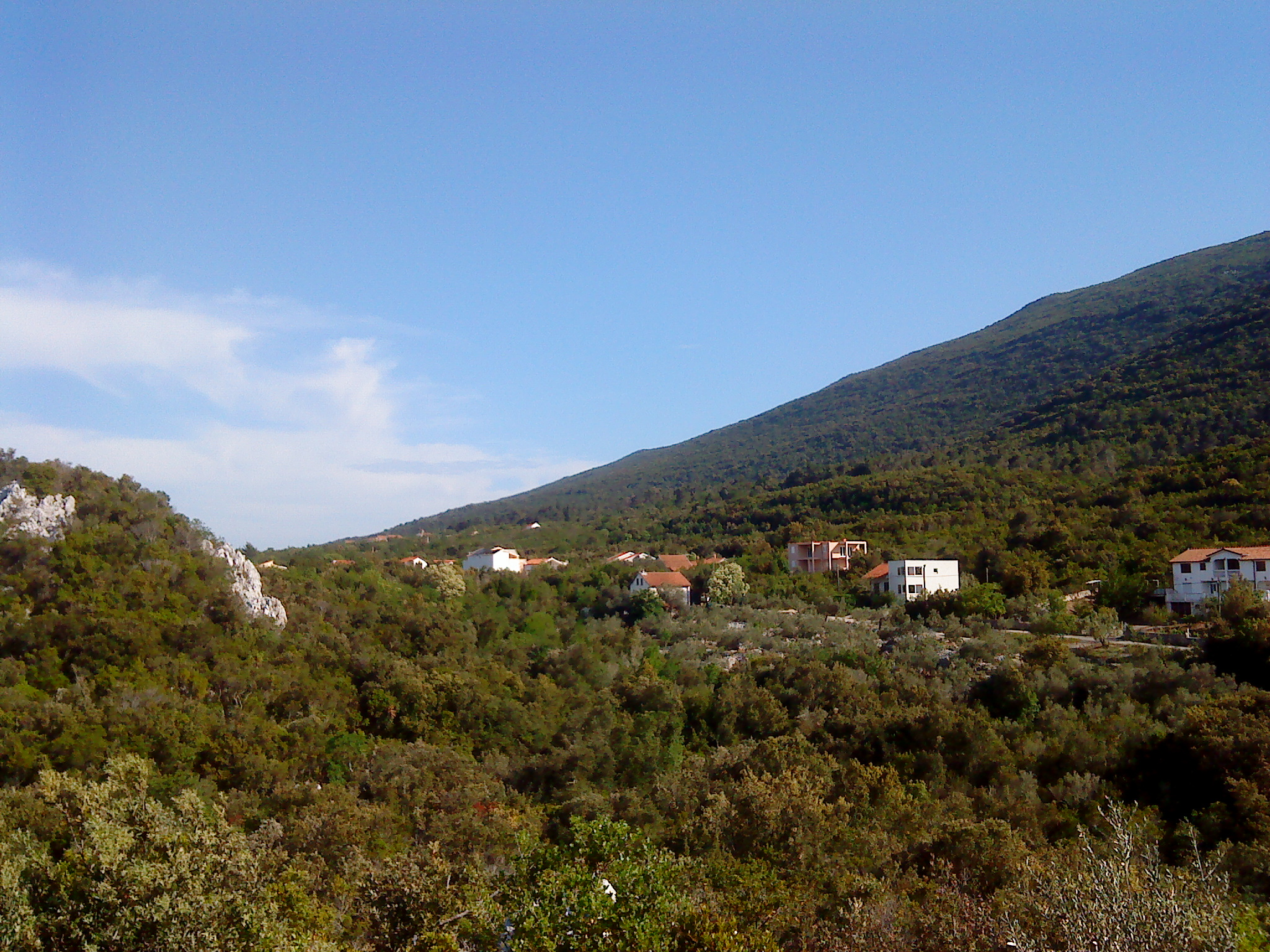
Uitzicht op Osobjava.